# Gérard-Michel Corbin
Pour les articles homonymes, voir Corbin.
Gérard-Michel Marie Joseph Corbin, né le 3 octobre 1905 à Fort-de-France et mort le 24 février 1975 à Pointe-à-Pitre, est un architecte français.

## Biographie
Né en Martinique de parents guadeloupéens, il étudie à l'École spéciale des travaux publics à Paris et est diplômé en 1929 comme architecte ingénieur. Il gagne alors à la Guadeloupe où il est engagé dans l'agence d'Ali Tur à Pointe-à-Pitre. Il prend ainsi part à la construction de plus de 500 édifices de la Guadeloupe pendant plus de 40 ans, tels des immeubles privés du centre de Pointe-à-Pitre, des villas de luxe à Vernou (Petit-Bourg), à Saint-Claude et au Gosier.
Après la Seconde Guerre mondiale, il édifie des équipements publics dont de nombreux abribus, l'école Henri-IV (1952) et le collège Michelet (1959) à Pointe-à-Pitre, la salle des sports de Petit-Bourg (1959), l'hôtel de ville de Vieux-Habitants (1966), la nouvelle gare maritime de Pointe-à-Pitre (1955) et l'aéroport du Raizet (1953-1972).
Il devient en 1953 président du conseil de l'Ordre des architectes Antilles-Guyane.

## Œuvres
- Kiosque à musique de la place de la Victoire à Pointe-à-Pitre (1930)[4]
- Hôtel de ville de Sainte-Rose (1930)
- Aéroport Guadeloupe - Pôle Caraïbes (1953-1972) (avec Gilbert Amarias)
- Hôpital anti-Hansénien, depuis centre hospitalier Louis-Daniel Beauperthuy à Pointe-Noire[5].
- Mairie de Bouillante (1968)[6]
- Mairie de Vieux-Habitants (1966)[7]

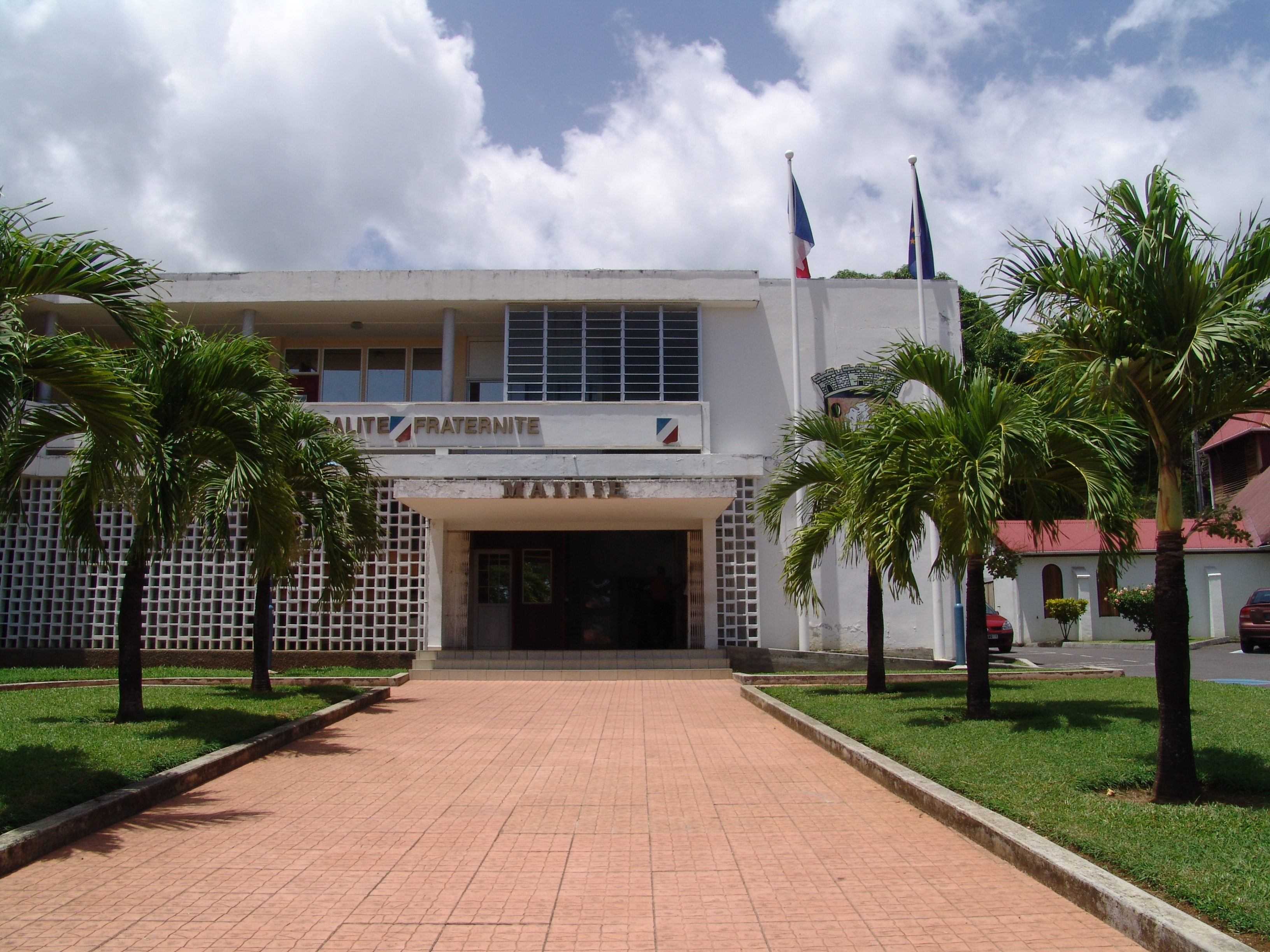
Mairie de Bouillante.
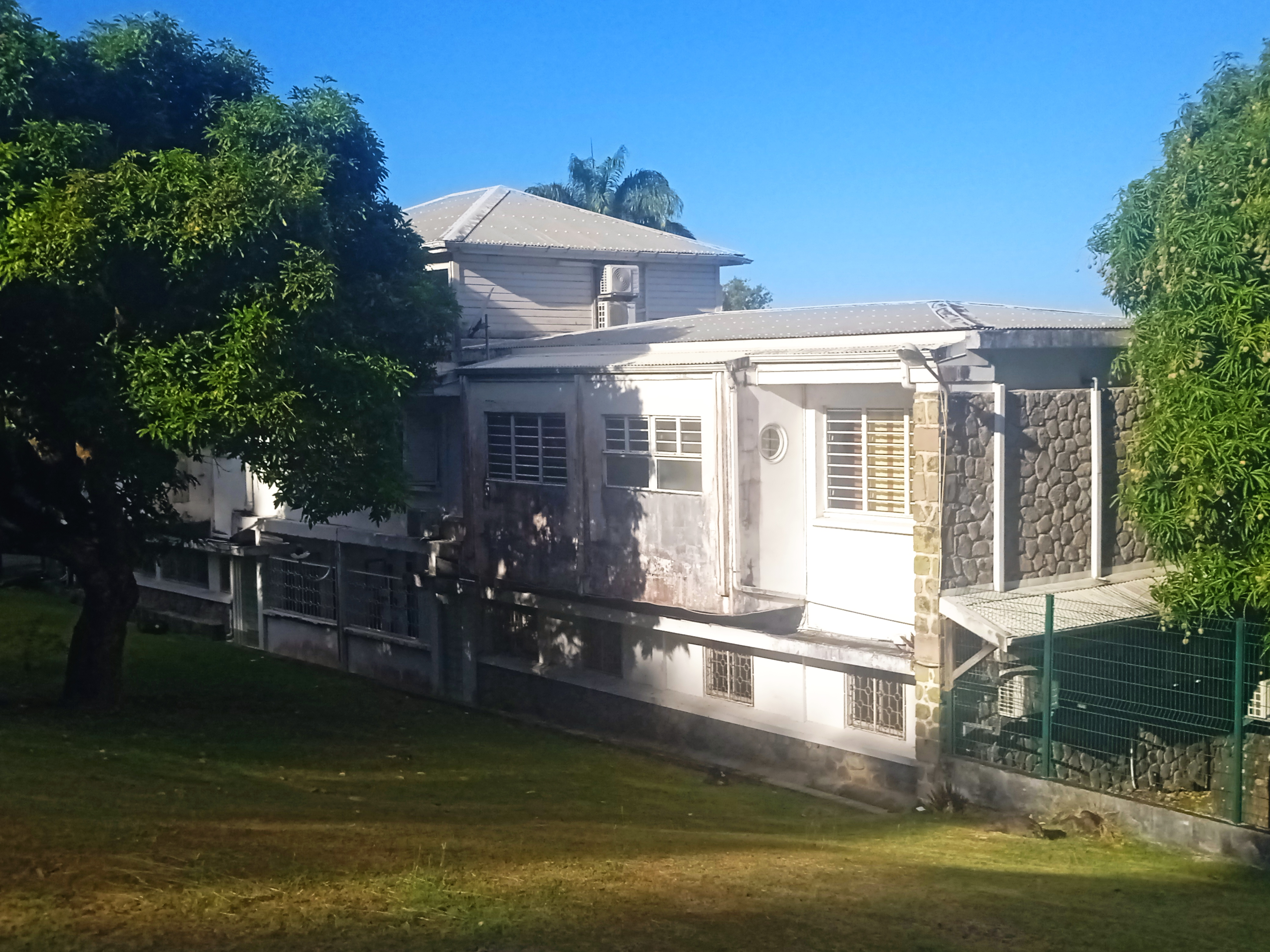
Centre hospitalier Louis-Daniel Beauperthuy à Pointe-Noire.
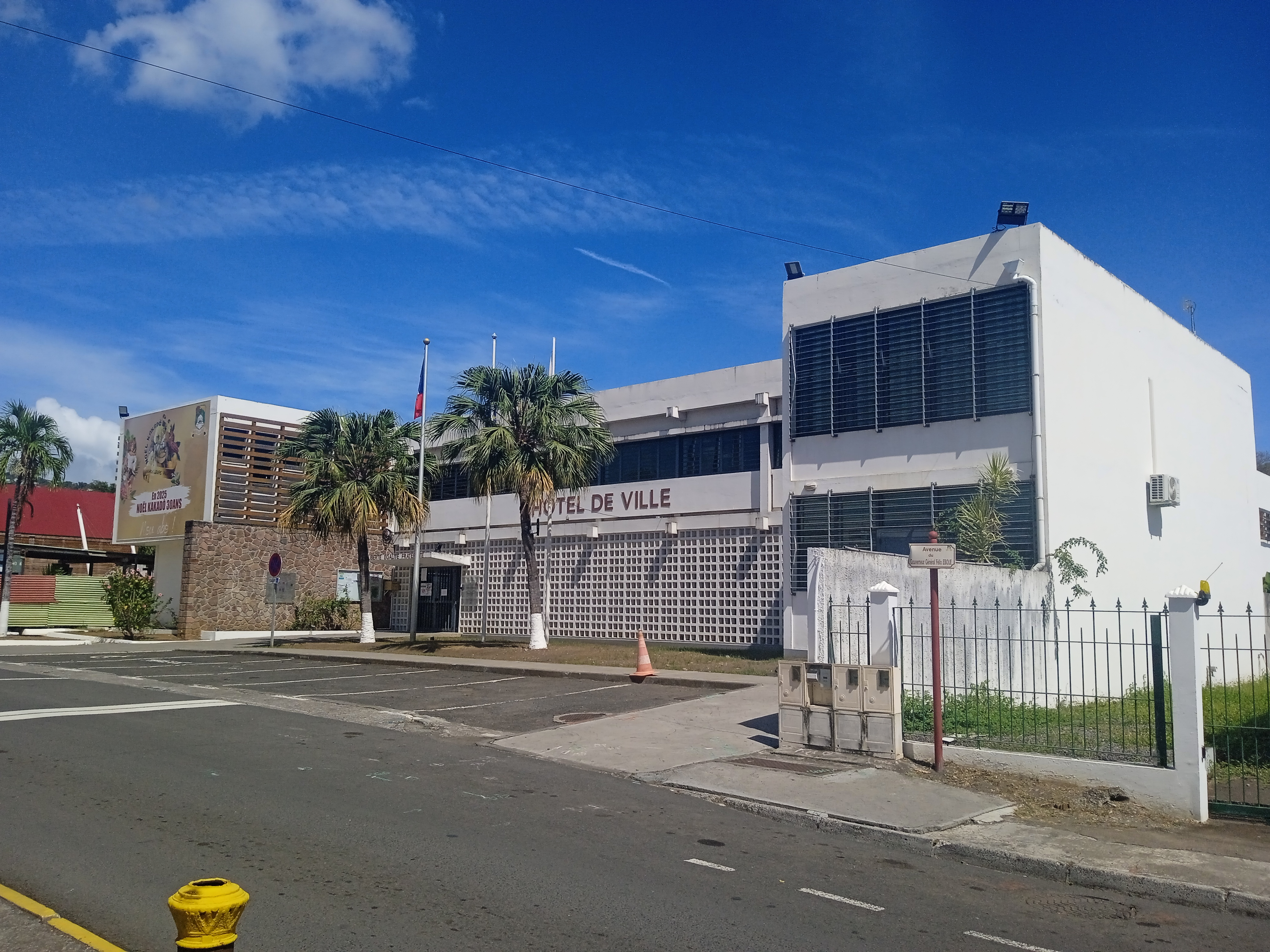
Mairie de Vieux-Habitants.
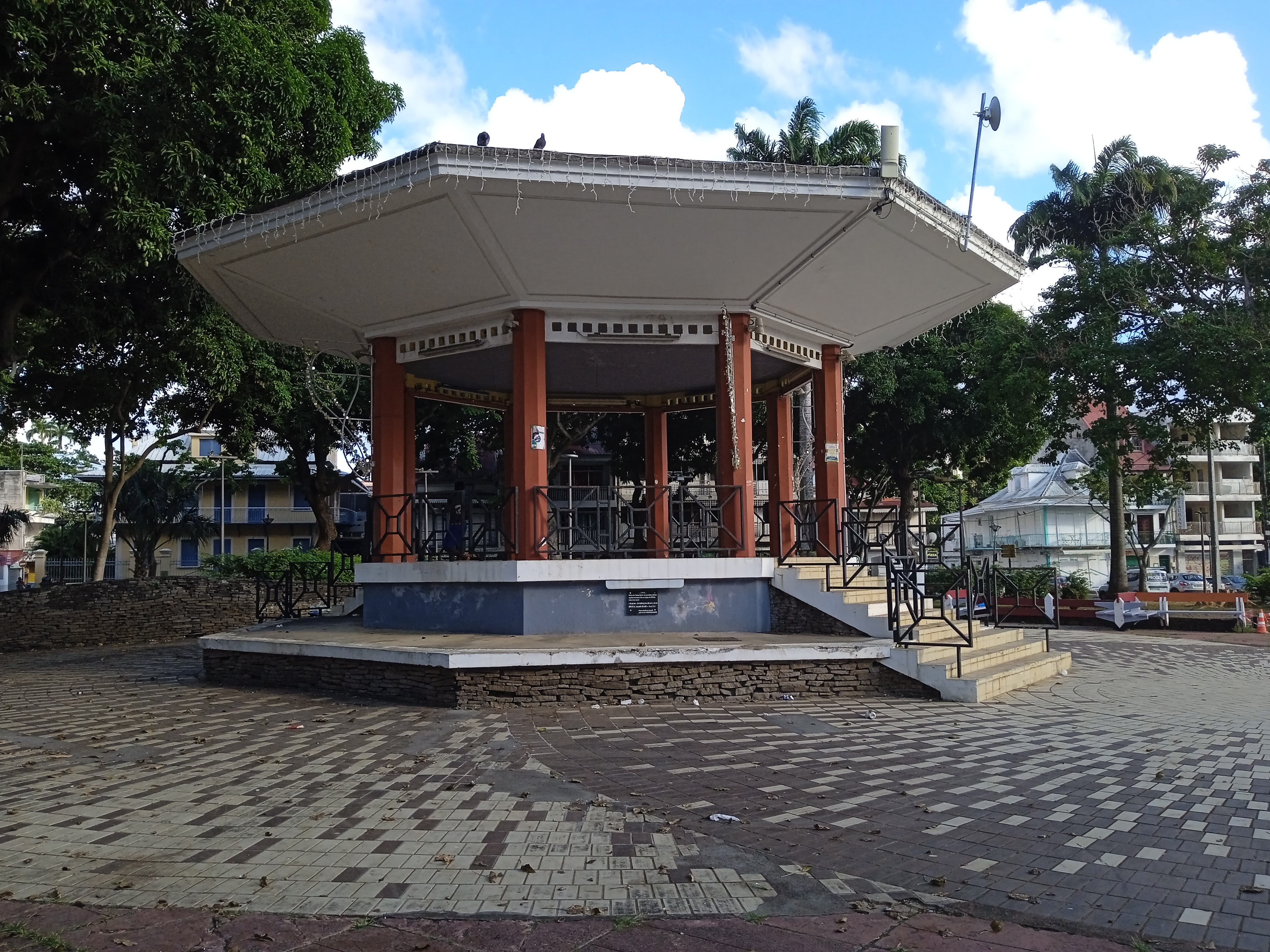
Kiosque à musique de la place de la Victoire à Pointe-à-Pitre.